# Nita
Nita ist ein weiblicher Vorname. Er ist auch eine Kurzform der Vornamen Bonita und Juanita.

## Namensträgerinnen
- Nita Ambani (* 1963), indische Philanthropin und Sportfunktionärin
- Nita Barrow (1916–1995), barbadische Gesundheits- und Menschenrechtsaktivistin sowie Politikerin
- Nita Bieber (1926–2019), US-amerikanische Schauspielerin und Tänzerin
- Nita Englund (* 1992), US-amerikanische Skispringerin
- Nita Lowey (1937–2025), US-amerikanische Politikerin
- Nita Naldi (1894–1961), US-amerikanische Schauspielerin der Stummfilmzeit
- Nita Strauss (* 1986), US-amerikanische Gitarristin
- Nita Talbot (* 1930), US-amerikanische Film- und Fernsehschauspielerin
- Nita van Vliet, niederländische Radrennfahrerin